# Baltazar Álvares
Pour les articles homonymes, voir Álvares.
Baltazar Álvares, ou Baltasar Álvares (1560-1630) était un architecte portugais. Il a été l'architecte de la compagnie de Jésus au Portugal.

## Biographie
Il est entré dans l'ordre des jésuites en 1578. Il a été diplômé de philosophie de l'université de Coimbra et de théologie de l'université d'Évora.
En 1577, Baltazar Álvares a remplacé Afonso Álvares sur le chantier de construction de la maison professe des jésuites São Roque de Lisbonne.
La reconnaissance de sa compétence et de la qualité de son travail lui a permis d'être l'architecte du couvent des jésuites de Santo Antão-o-Novo, à Lisbonne, dont la construction a commencé le 11 mai 1579 et a été inauguré en 1593.
En 1580, à la mort d'Alfonso Álvares, peut-être son oncle, il est nommé maître des œuvres de l'Alentejo. L'année suivante, à la mort d'António Mendes, il est chargé des travaux des palais situés dans les villes de Santarém, d'Almeirim et de Salvaterra, et dans le monastère de Batalha.
En 1598, il a commencé le projet du monastère Saint-Benoît de la Saúde, à Lisbonne. Il a entrepris la construction de l'église des jésuites, à Coimbra, la même année. L'église a été ouverte au culte en 1640 et a été inaugurée en 1698, transformée en nouvelle cathédrale en 1772. En 1600, il a réalisé le bâtiment du premier collège Saint-Benoît, à Coimbra.
Il est possible que sa dernière œuvre importante ait été l'église São Vicente de Fora. on ne peut pas lui attribuer la conception de l'église car les plans de l'église ont été faits par Filippo Terzi. La construction a commencé en 1582. Baltazar Álvares est le maître principal de la construction de l'édifice avec la participation de Leonardo Torriani, de Pedro Nunes Tinoco et de João Nunes Tinoco. En 1624, Pedro Nunes Tinoco a remplacé Baltasar Álvares comme maître principal de l'œuvre.
Au début du XVIIe siècle, il a fait les plans de la nouvelle église Saint-Benoît du monastère de Saint-Benoît d'Avis.
Il a réalisé la conception de la décoration des chapelles du chœur, en particulier de celle de Saint-Côme et Saint-Damien, dans la cathédrale de Lisbonne, en 1605.
Il est probablement l'auteur des plans du Couvent de Santos-o-Novo, à Lisbonne, en novembre 1606.
En 1607, il a commencé la construction du bâtiment du noviciat des jésuites Nossa Senhora da Assunção da Cotovia devenu le collège des Nobles en 1761.
Entre 1611 et 1613, il est l'architecte du Couvent de Notre-Dame de la Lumière, à Carnide, après Jerónimo de Ruão et Pedro Nunes Tinoco.
En 1613, il a entrepris l'édification de l'église Saint-Nicolas de Santarém.
Son nom n'apparaît plus dans d'autres projets. Certains de ses projets ont été poursuivis par João Torriano.